# 이시하라 마리코
이시하라 마리코(石原真理子, いしはらまりこ, 1964년 2월 4일 ~ )는 일본 도쿄도에서 태어난 배우이다. 세이신 여학원에 입학했다가 호리코시 고등학교를 졸업했다. 1995년 미국으로 갔다가 2005년 일본으로 돌아갔다. 2006년 12월 6일 출간한 자서전 '고르지 않은 비밀'(ふぞろいな秘密)에서 자신이 사귄 13명의 1990년대 유명 남성과의 연애 얘기를 실명으로 실어 40만부가 넘는 베스트셀러가 되었다. 그 남자 중의 하나인 타마키 코지는 이 책에서 가정폭력을 행사한 것으로 나온다. 이 자서전을 원작으로 동명의 영화에 그녀 자신이 출연하여 2007년 6월 16일 개봉하였다.

## 작품목록
- 2007년
  - 고르지 않은 비밀(영화)
  - 내일의 나를 만드는 방법
- 1986
  - 메종일각
- 1977
  - 특수최전선